# Амінь (фільм)
«Амінь» (фр. Amen.) — фільм спільного виробництва кінематографістів Німеччини, Румінії та Франції, поставлений кінорежисером Коста-Гаврасом у 2002 році. Фільм брав участь в основній конкурсній програмі Берлінського кінофестивалю 14 лютого 2002 року, а також був номінований у 7-ми категоріях на отримання премії «Сезар», в одній з яких отримав перемогу .

## Сюжет
У основі сюжету фільму складні та делікатні питання про мовчання римсько-католицької церкви і папи Пія XII з приводу злочинів фашистів в період гітлерівського режиму.
1942 рік. Офіцер СС, лейтенант Курт Герштейн (Ульріх Тукур) працює в інституті гігієни та є автором робіт по очищенню і знезараженню води та знищенню паразитів. Він приголомшений, дізнавшись, що його розробки для боротьби з тифом (у яких застосовувалася синильна кислота) використані для виготовлення «Циклону Б» — отруйної речовини, якою в концтаборах знищують людей, в першу чергу євреїв. Він намагається попередити про це Папу Римського Пія XII, але ніякої відповіді від Святого Престолу так і не отримує. Єдиною людиною, що відгукнулася на його послання, був священик і єзуїт Ріккардо Фонтана (Матьє Кассовітц). Але і він не може змінити стану речей. Тоді Фонтана пришиває до своєї сутани Зірку Давида, як усі євреї, і добровільно йде на смерть разом з іншими в'язнями. Герштейн безуспішно намагається допомогти визволити священика з табору, та врешті сам залишається наодинці, оскільки від нього відвернулися усі друзі, дізнавшись, що він служить в СС і працює над знищенням в'язнів. У кінці війни Герштейна заарештовують союзницькі війська як нациста, і у в'язниці він кінчає життя самогубством.

## Виробництво
Сюжет фільму запозичено з п'єси «Заступник» німецького драматурга Рольфа Хохута. Ця драма, що була опублікована у 1963 році, є найвідомішим твором письменника. Вона наробила багато галасу, оскільки в ній публічно звинувачені як Римсько-католицька церква, так і папа Пій XII у байдужості, замовчанні військових злочинів нацистської Німеччини і навіть використання праці радянських військовополонених (у Римсько-католицьких парафіях на окупованих територіях). П'єсу багато критикували і Римсько-католицька церква і представник світового єврейства за спотворений показ особи папи Пія XII.

## В ролях
| Актор(ка)           |   | Роль              |
| ------------------- | - | ----------------- |
| Ульріх Мюе          | • | доктор            |
| Ульріх Тукур        | • | Курт Герштейн     |
| Себастіан Кох       | • | Ґесс              |
| Матьє Кассовітц     | • | Рікардо Фонтана   |
| Марсель Юреш        | • | папа Пій XII      |
| Мішель Дюшоссуа     | • | кардинал          |
| Іон Караміту        | • | Граф Фонтана      |
| Фрідріх фон Тун     | • | батько Герштейна  |
| Антьє Шмідт         | • | Місіс Герштейн    |
| Ганнс Цишлер        | • | Гравіц            |
| Еріх Галлхубер      | • | Фон Рутта         |
| Буркгард Гейл       | • | режисер           |
| Ангус МакІннес      | • | Тіттман           |
| Берндт Фішерауер    | • | єпископ фон Гален |
| П'єр Франк          | • | пастор Вер        |
| Річард Дерден       | • | посол Тейлор      |
| Моніка Бляйбтрой    | • | місіс Гінце       |
| Юстус фон Донаньї   | • | барон фон Оттер   |
| Гюнтер Марія Галмер | • | пастор Дібеліус   |
| Огаст Цирнер        | • | фон Вайцзекер     |
| Горацій Малаєле     | • | Фрітше            |
| Овідій Кунсеа       | • | Стефан Лукс       |
| Маркус Герінг       | • | Карл              |
| Сюзанна Лотар       | • | Александра Бальц  |
| Александер Герінґас | • | Гельмут Франц     |
| Теодор Данетті      | • | літній кардинал   |

| Актор(ка)              |   | Роль                   |
| ---------------------- | - | ---------------------- |
| Раду Банзару           | • | Армін Петерс           |
| Константин Александров | • | педофіл                |
| Гайнц Гергард Лейк     | • | літній чернець         |
| Маріна Берті           | • | княгиня                |
| Міхаель Мендль         | • | монсеньйор Гудал       |
| Нільс Гансен           | • | пастор Реблінг         |
| Матіас Кеберлін        | • | офіцер                 |
| Ніна Пролл             | • | Хелга                  |
| Марін Морару           | • | фотограф               |
| Гіннерк Шонеманн       | • | шаховий гравець        |
| Йон Гайдук             | • | контролер              |
| Марія Ротару           | • | черниця                |
| Доріна Чіріак          | • | Берта Герштейн         |
| Корнелія Павловічі     | • | мати Берти             |
| Корнел Сіуперкеску     | • | батько Берти           |
| Робінзон Райхель       | • | офіцер СС у Римі       |
| Ліллі Тукур            | • | Адельгайд Герштейн     |
| Чарльз Браян           | • | Арнульф Герштейн       |
| Лорентіу Кізмас        | • | молодший син Герштейна |
| Георг Іваску           | • | кравець                |
| Іон Павлеску           | • | монсеньйор Каас        |
| Константин Котіманіс   | • | Пруффер                |
| Валентин Теодосіу      | • | Гірт                   |
| Родіца Лазар           | • | Рейчел                 |
| Стефанія Замфіреску    | • | Гадрун                 |
| Андрія Маселару        | • | Інгрід                 |
| Руді Розенфельд        | • | Моше                   |

## Нагороди і номінації
| Нагороди та номінації фільм «Амінь» | Нагороди та номінації фільм «Амінь» | Нагороди та номінації фільм «Амінь»             | Нагороди та номінації фільм «Амінь» | Нагороди та номінації фільм «Амінь» | Нагороди та номінації фільм «Амінь» |
| Рік                                 | Нагорода                            | Категорія                                       | Номінант                            | Результат                           |                                     |
| ----------------------------------- | ----------------------------------- | ----------------------------------------------- | ----------------------------------- | ----------------------------------- | ----------------------------------- |
| 2002                                | Берлінський кінофестиваль           | Золотий ведмідь                                 | Коста-Гаврас                        | Номінація                           |                                     |
| 2002                                | Європейський кіноприз               | Найкращий актор                                 | Ульріх Тукур                        | Номінація                           |                                     |
| 2002                                | Золотий глобус (Італія)             | Найкращий європейський фільм                    | Коста-Гаврас                        | Перемога                            |                                     |
| 2002                                | Золотий глобус (Італія)             | Найкращий дистриб'ютор                          | Mikado Film                         | Перемога                            |                                     |
| 2003                                | Премія «Люм'єр»                     | Найкращий фільм                                 | Коста-Гаврас                        | Перемога                            |                                     |
| 2003                                | Премія «Сезар»                      | Найкращий фільм                                 | Коста-Гаврас                        | Номінація                           |                                     |
| 2003                                | Премія «Сезар»                      | Найкращий актор                                 | Матьє Кассовітц                     | Номінація                           |                                     |
| 2003                                | Премія «Сезар»                      | Найкращий режисер                               | Коста-Гаврас                        | Номінація                           |                                     |
| 2003                                | Премія «Сезар»                      | Найкращий адаптований або оригінальний сценарій | Коста-Гаврас, Жан-Клод Ґрумберг     | Перемога                            |                                     |
| 2003                                | Премія «Сезар»                      | Найкраща музика                                 | Амар Арман                          | Номінація                           |                                     |
| 2003                                | Премія «Сезар»                      | Найкраща операторська робота                    | Патрік Блосьє                       | Номінація                           |                                     |
| 2003                                | Премія «Сезар»                      | Найкраще звукове оформлення                     | Домінік Габоро, П'єр Ґаме           | Номінація                           |                                     |